# Грант, Улисс
Ули́сс С. Грант (англ. Ulysses S. Grant, при рождении Хайрам Улисс Грант, англ. Hiram Ulysses Grant; 27 апреля 1822, Пойнт-Плезант, Огайо — 23 июля 1885, Уилтон, Нью-Йорк) — американский политический и военный деятель, 18-й президент США с 4 марта 1869 по 4 марта 1877 года. Возглавлял Армию Союза в годы Гражданской войны в США, генерал армии (25 июля 1866 — 4 марта 1869); герой войны. Член Американского философского общества (1868), удостоен Золотой медали Конгресса (1863). Создал Департамент юстиции США, преследовал Ку-клукс-клан. На момент своей смерти Грант был самым популярным американцем, символом национального единства.

## Происхождение имени
По семейной легенде, имя «Улисс» для ребёнка предложила мачеха его матери, Сара Симпсон, на которую большое впечатление произвёл роман Фенелона «Приключения Телемака», где одним из главных героев является Улисс (Одиссей), а «Хайрем» — дед, Джон Симпсон. Инициал «С.» появился в результате ошибки конгрессмена Томаса Хеймера, рекомендовавшего Гранта в академию Вест-Пойнт. Фамилия матери Улисса, Симпсон, иногда ошибочно интерпретируется как его второе имя, хотя, по свидетельству самого Гранта, это не соответствует истине. В академии Грант получил прозвище «Дядя Сэм Грант», или просто Сэм, по инициалам имени, под которым Грант был записан в академию: U.S. Grant.

## Молодость
Хайрем Улисс Грант родился 27 апреля 1822 года. Сын фермера. Его родители жили в относительном достатке: отец, Джесси Рут Грант, владел дубильной мастерской. Предки Грантов, Мэтью и Присцилла Грант, происходили из графства Дорсет в Англии и прибыли в Америку в 1630 году. Джесси Грант был убеждённым аболиционистом. В 1821 году он женился на Ханне Симпсон, которая была на пять лет его моложе и происходила из пресвитерианской семьи: её прадед эмигрировал из северной Ирландии. Улисс был старшим ребёнком в семье.

### Армейская служба
Грант окончил академию Вест-Пойнт 21-м по успеваемости в выпуске 1843 года и получил временное звание второго лейтенанта. Грант служил квартермейстером в 4-м пехотном полку на миссурийской границе; здесь ему приходилось воевать с индейцами. В 1845 году, когда началась война с Мексикой, полк Гранта был послан на границу Техаса и принимал активное участие в последующих военных действиях. Грант сражался в битвах при Молино-дель-Рей и Чапультепеке: за храбрость в битве при Молино-дель-Рей Грант получил звание старшего лейтенанта; в конце войны ему было присвоено временное звание капитана. После войны Грант служил квартирмейстером в ряде гарнизонов в восточной части США. В 1849 году полк Гранта перевели в Калифорнию, где началась золотая лихорадка.

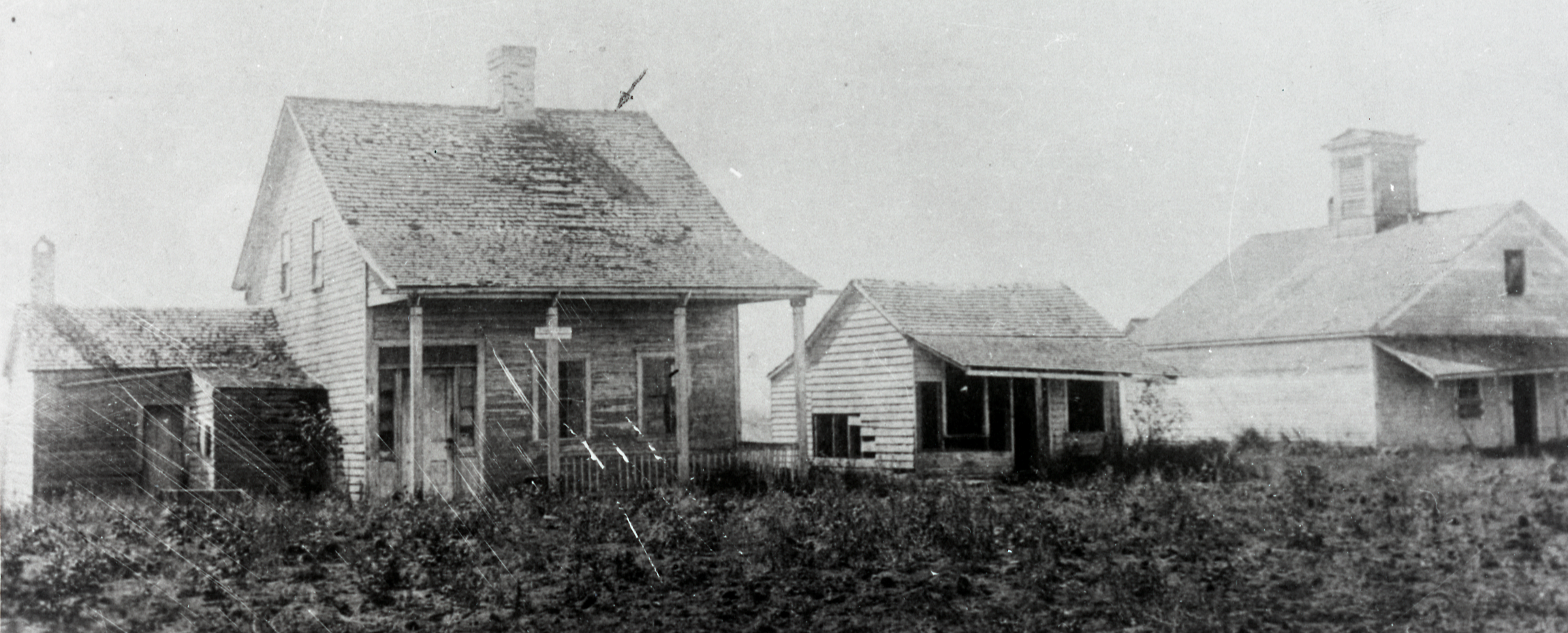
Форт Гумбольдт — место армейской службы Гранта в январе- июле 1854 (фото конца XIX в.)

Сначала полк разместили в района Форт-Ванкувер (современный штат Вашингтон), затем Гранта, который к тому времени уже получил чин капитана, перевели в Форт-Гумбольдт (Калифорния). Депрессия и одиночество (жена и дети не смогли сопровождать Гранта в дальние гарнизоны на западном побережье США) привели к проблемам с алкоголем, что в итоге вызвало недовольство начальства. Сам Грант утверждал, что ушёл с военной службы добровольно, но согласно многим свидетельствам, фактически это заставил его сделать начальник — командир форта полковник Бьюкенен, угрожая военно-полевым судом. С 31 июля 1854 года Грант ушёл с военной службы и поселился в Сент-Луисе, став фермером; позже переселился в Галену, в штат Иллинойс, к отцу, который продолжал заниматься выделкой кож.

### Женитьба
В 1848 году женился на Джулии Дент в городе Сент-Луис. Грант учился в Уэст-Пойнте вместе с братом Джулии и через него познакомился с её родителями — полковником Фредериком Дентом и его женой, урождённой Эллен Брэй Реншелл. Отец Джулии, владелец небольшого рабовладельческого хозяйства, почти четыре года не давал согласия на их брак. Женитьба вызвала резкое неодобрение Грантов. Отец и мать Гранта придерживались аболиционистских позиций и не хотели, чтобы он вступал в брак с девушкой из семьи «ленивых и самодовольных» рабовладельцев, которые «целыми днями спят и просыпаются только чтобы поесть и поругаться» и даже не явились на свадьбу. В конце концов они примирились с семьёй сына. Сама Джулия Грант была искренне убеждена, что её родители были добрыми рабовладельцами и что рабы на их плантации были счастливы. Она оставила у себя четырёх рабов, подаренных ей родителями, вплоть до полной отмены рабства.
У Грантов было четверо детей:

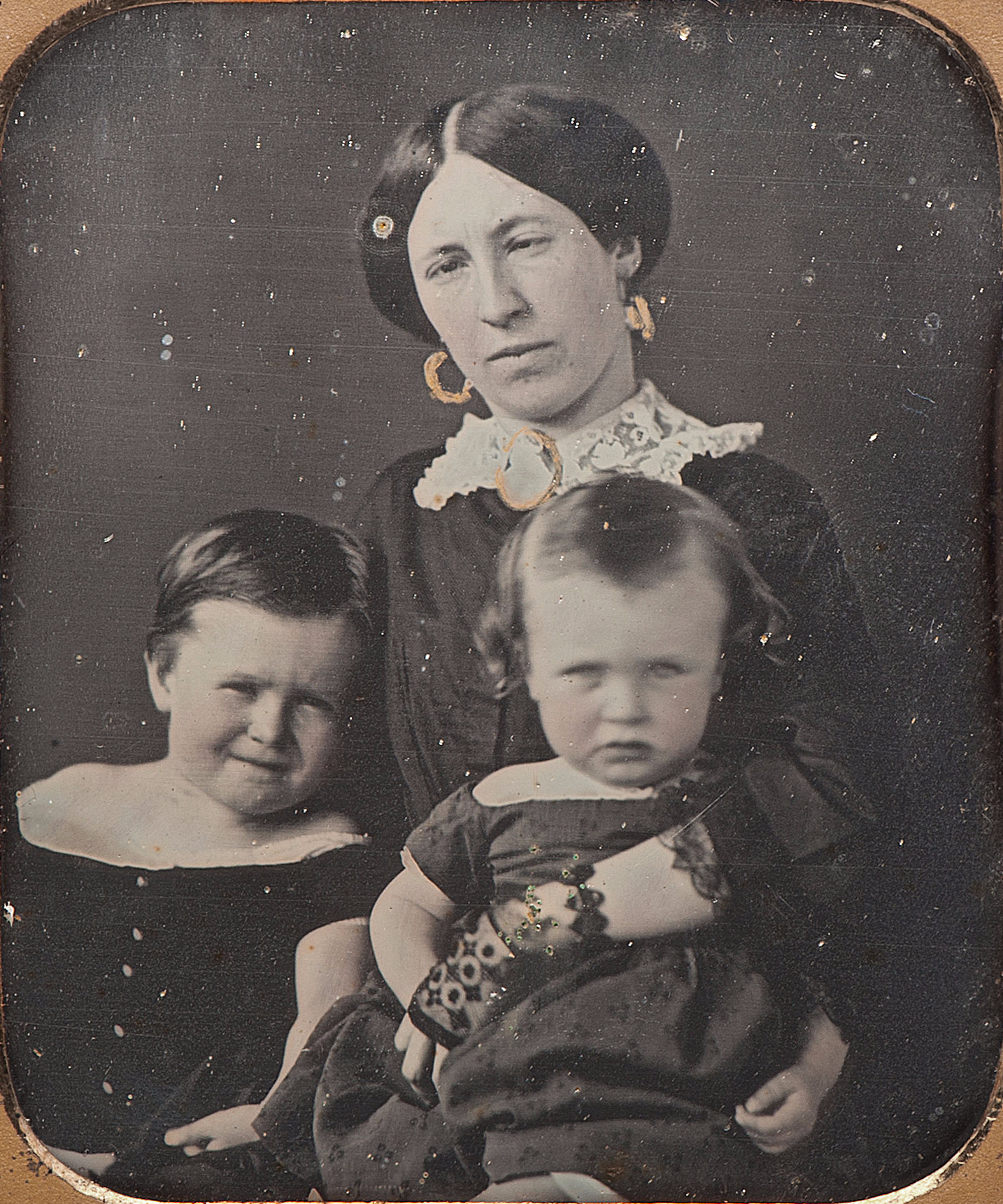
Джулия Грант в 1854 году со старшими сыновьями — Фредериком и Улиссом. Джулия страдала врождённым косоглазием и поэтому почти всегда фотографировалась в профиль; фото анфас — редкое исключение

- Фредерик Дент Грант (1850—1912) — офицер
- Улисс Симпсон (Бак) Грант (1852—1929) — юрист, предприниматель
- Эллен Реншелл (Нелли) Грант (1855—1922) — домохозяйка
- Джесси Рут Грант (1858—1934) — юрист, автор биографии своего отца

## Гражданская война

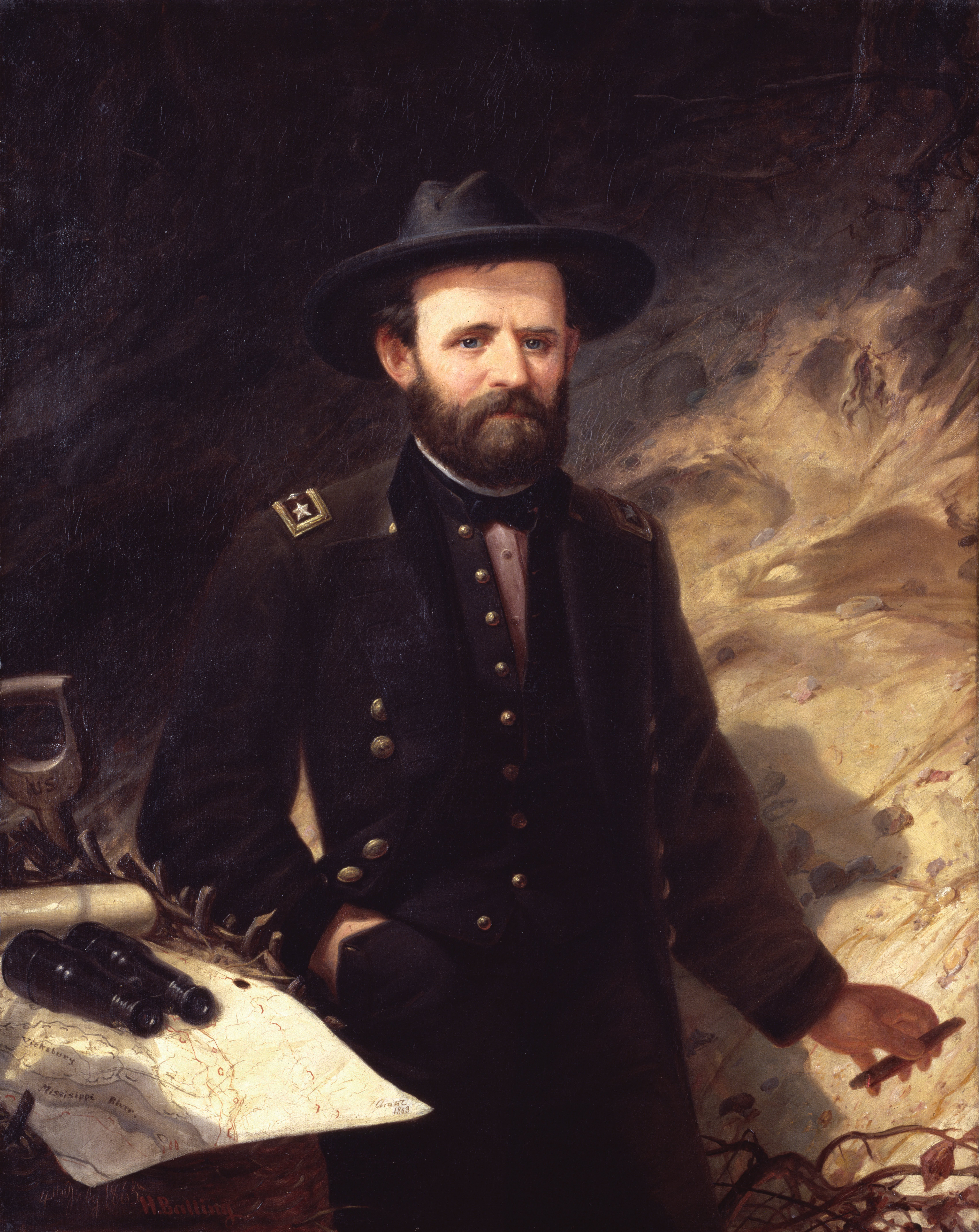
Портрет Улисса Гранта, Оле Петер Хансен Баллинг, 1865

Когда началась гражданская война, в Галене образовался волонтёрский отряд, который и избрал Гранта своим начальником. По поручению губернатора штата Иллинойс Грант организовал в течение двух месяцев 21 полк и был назначен командиром одного из них. Вскоре он фактически стал командиром всех волонтёрских войск, сосредоточенных в северной Миссурийской области, и 23 августа назначен бригадным генералом волонтёров. В дальнейшем ходе войны скоро проявились выдающиеся стратегические способности Гранта, особенно при взятии в начале 1862 года фортов Генри и Донелсон.

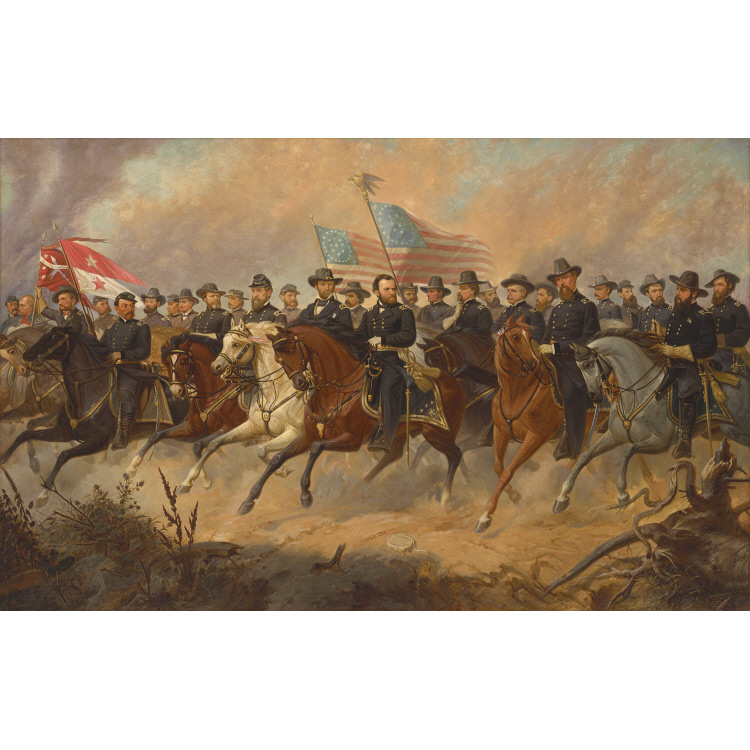
Оле Петер Хансен Баллинг. «Грант и его генералы» (1860—1870)

При взятии форта Донельсон Грант получил прозвище «генерал Безоговорочная Капитуляция» (англ. Unconditional Surrender), первые буквы слов прозвища совпадают с инициалами Гранта. Грант стал национальным героем; на него постепенно возлагались всё более и более важные задачи по командованию войсками. 
17 декабря 1862 года Грант отдал приказ о изгнании евреев из штатов Теннесси, Миссисипи и Кентукки. Это было связано с борьбой с нелегальной торговлей хлопком, а Грант необоснованно считал её участниками прежде всего евреев. От приказа пострадало более сотни еврейских семей. Через две недели президент Линкольн, узнавший об этом приказе, потребовал его отмены. Грант позднее публично раскаялся за свой приказ. 
В июле 1863 года Гранту после долгой осады удалось принудить к сдаче Виксберг. В ноябре 1863 года Грант деблокировал гарнизон северян в городе Чаттануга, разбив конфедератов в знаменитом сражении при Чаттануге. В декабре 1863 года конгресс постановил выбить золотую медаль в честь Гранта и выразил благодарность ему и его армии. 2 марта 1864 года конгресс установил новое для американской армии звание — генерал-лейтенант армии, и президент Линкольн тотчас же пожаловал его Гранту, которому вслед за тем поручено было главное руководство военными действиями против армии конфедератов.
Впоследствии генерал У. Шерман писал, что главным и лучшим качеством Гранта как полководца было полное нежелание считаться с тем, что неприятель может с ним сделать. Грант начал войну на истощение, опираясь на превосходство людских ресурсов Федерации. Он совершенно не считался с людскими потерями. Потеряв 18 тысяч человек в сражении в Глуши, он хладнокровно продолжал наступление и в сражении при Спотсилвейни потерял ещё 18 тысяч. Через пару недель в лобовых атаках на укреплённые позиции южан при Колд-Харборе он погубил ещё 13 тысяч своих солдат. «Происходило нечто ужасное и безжалостное, и старые слова, такие как „победа“ и „поражение“, утратили своё значение. Неуклюжий маленький человек с рыжей щетинистой бородой (генерал Грант) намеревался продолжать движение вперёд, и теперь вся война была одной непрерывной битвой. Если один удар не удавался, то немедленно наносился другой» (Брюс Каттон).

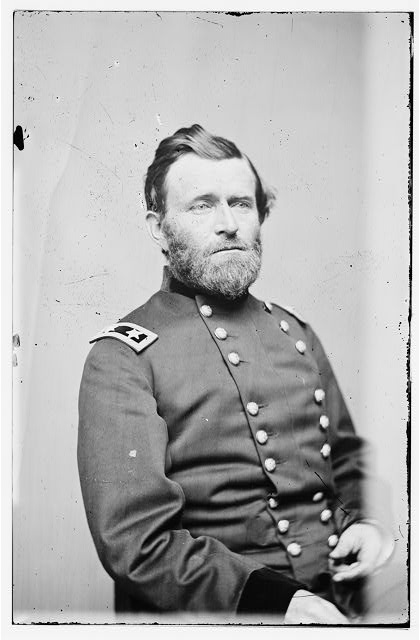
1865 год.

В апреле 1865 года, после длинного ряда упорных сражений Грант принудил генерала Ли сдаться со всей армией при Аппоматтоксе и этим положил конец гражданской войне. В 1866 году ему был пожалован созданный конгрессом специально для него титул генерала армии, который перешёл к генералу Шерману, после того как Грант 4 марта 1869 года вступил в должность президента США. В 1867 году он временно занимал должность военного министра в администрации президента Джонсона.
Звание генерала армии, которое было присвоено Улиссу, в 1922 году признали равноценным званию генерала армий, которое в 1919 году присвоили другому генералу, Джону Першингу.

## Президентство (1869—1877)
Широкая популярность Гранта побудила Республиканскую партию выдвинуть его кандидатуру на предстоявших после окончания гражданской войны президентских выборах c программой, делавшей ставку на реконструкцию Юга, искоренение реликтов рабства, избирательное право для освобождённых рабов и экономический подъём южных штатов с помощью целенаправленной железнодорожной, пошлинной и финансовой политики. В ноябре 1868 года он был избран президентом большинством 214 голосов в выборной коллегии против 80, отданных за демократа Горацио Сеймура.
По мнению Генри Адамса, американского историка и писателя XIX века, «в этом выборе немалую роль сыграла параллель между Грантом и Вашингтоном, которая напрашивалась сама собой. Всё было ясно как божий день. Грант — это порядок. Грант — солдат, а солдат — всегда порядок. Говорят, он горяч и пристрастен, — пусть! Генерал, который распоряжался и командовал полумиллионом, если не целым миллионом солдат на поле боя, сумеет управлять». Впрочем, познакомившись с Грантом лично, Адамс был разочарован и озадачен, найдя его ограниченным, банальным и «неинтеллектуальным типом».
В должности президента поддерживал политический курс более умеренной части радикальных республиканцев. По 15-й поправке к Конституции при нём вводилось избирательное право для всех граждан мужского пола, включая чернокожих. Главной задачей внутренней политики в этот первый период президентства Гранта было установление нормальных отношений с Югом. В его президентство в июле 1870 года штат Джорджия последним вернулся в состав Соединённых Штатов. Вовлекая армию в процесс партийного строительства республиканцев в южных штатах, где они опирались на негров-избирателей и «саквояжников», Грант всё равно не смог противостоять усилению бывших сторонников Конфедерации, консервативных и расистских сил (включая Ку-клукс-клан, против деятельности которого не помогали даже строгие наказания). Поначалу его новый примирительный курс относительно индейцев привёл к уменьшению насилия на фронтире, но затем началась война с сиу.
Плохо зная политическую сцену, Грант при выборе своих министров и советников положился в основном на лиц, которых знал на своей родине или со времён службы в армии. Из 26 человек, которых Грант за время своего президентства назначил министрами, министр иностранных дел Гамильтон Фиш был самым способным и к тому же оказывал на президента наибольшее влияние.

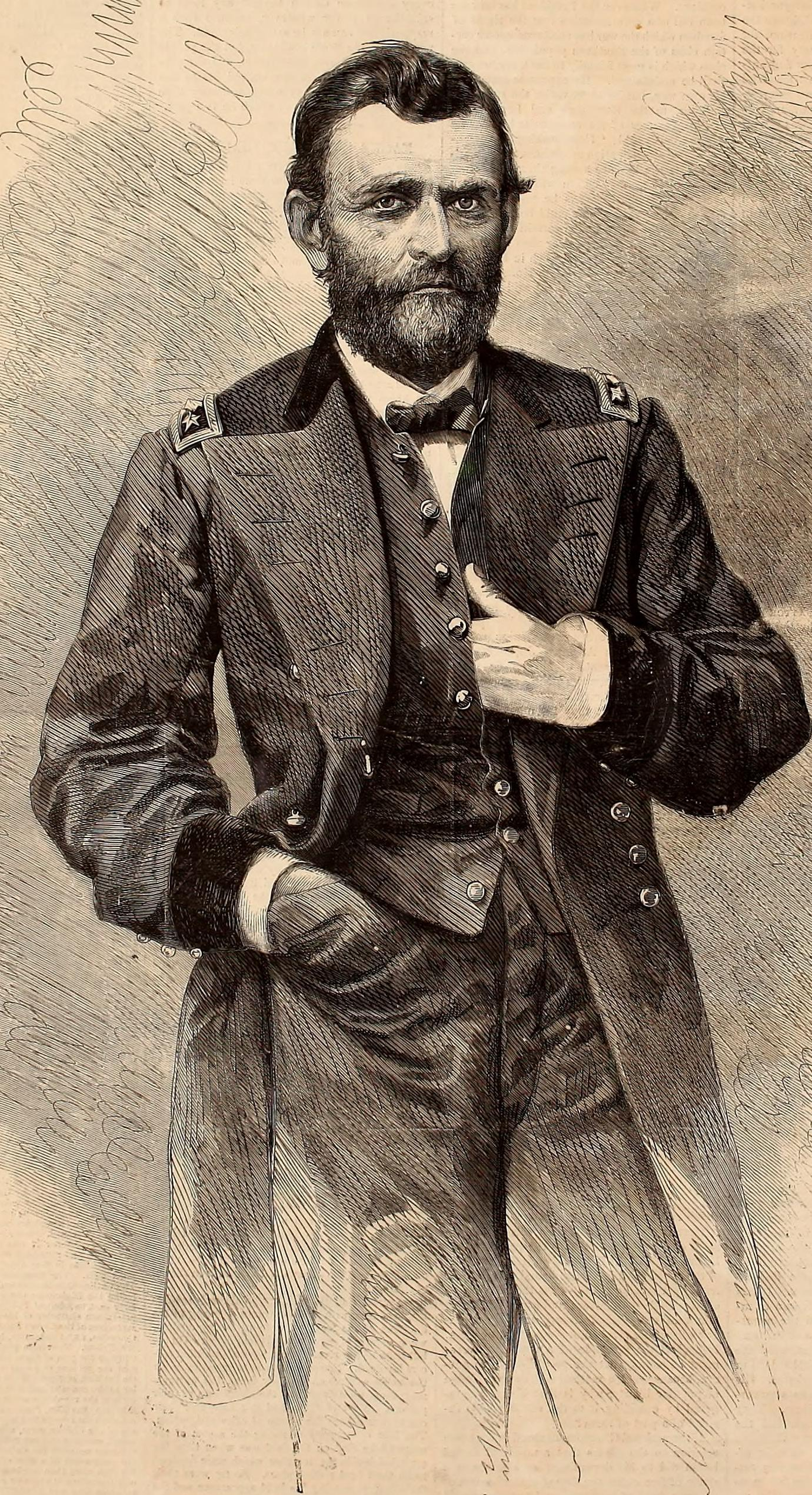
Улисс Грант в журнале «Harper’s Weekly»

В области международной политики на первом плане стояли дипломатические переговоры по «алабамскому вопросу». После Гражданской Войны США обратили внимание на Кубу, где как раз намечалась крупная война за освобождение от Испании. В 1850 и 1851 годах кубинские эмигранты пытались высадиться на побережье Кубы, но не получили широкой поддержки кубинского народа. Стремление «освободить не только юг, но ещё и кубинский народ» было популярным в США, и даже готовились планы интервенции, но президент Грант отказался от проекта интервенции под влиянием министра иностранных дел Гамильтона Фиша и председателя внешнеполитического комитета сената Самнера, которые настаивали на отказе от интервенции.
Возглавляемые личным секретарём Гранта полковником Орвиллом Элиасом Бэбкоком, друзья и авантюристы подстрекали президента к аннексии Доминиканской Республики. Министр иностранных дел скрепя сердце поддерживал эти усилия, а Самнер высказался в сенате против проекта договора, который и был отклонён. Для Гранта это означало тяжёлое поражение. Чарльз Самнер был снят с поста председателя внешнеполитического комитета, а в Республиканской партии ещё больше усилились расхождения между фракциями. В итоге от неё откололась Либерально-республиканская партия, выдвинувшая своим кандидатом бывшего республиканского радикала Хораса Грили, которого, не желая распылять антигрантовский электорат, поддержала и Демократическая партия.
Впрочем, в 1872 году Грант был снова избран президентом без особого труда — Грили приобрёл репутацию перебежчика и умер вскоре после выборов, ещё до голосования выборщиков. Второй период президентства Гранта ознаменовался сильным внутренним раздором в среде Республиканской партии, неспособностью властей совладать с биржевым крахом 1873 года, а также раскрытием значительных коррупционных дел республиканской администрации. Резкую критику, в частности, вызвал проект закона от 1873 года, предусматривавшего увеличение годового жалованья членов Конгресса, судей Верховного суда и самого президента (в два раза). Выборы в конгресс осенью 1874 году дали большинство партии демократов — впервые после гражданской войны.
При окончании второго периода президентства сторонники Гранта намеревались выставить его кандидатуру в третий раз. Однако установившаяся ещё со времён Вашингтона традиция, по которой никто не может быть избираем президентом более двух раз, оказалась настолько сильна, что Палата представителей 234 голосами против 18 высказалась против нарушения правила двух сроков, и на республиканском конвенте 1876 году Грант вовсе не был выставлен в числе кандидатов.

## Арест
Грант стал первым президентом США, которого арестовывали в 1872 году. Тогда в Вашингтоне полицейский арестовал действующего президента Улисса Гранта за превышение скорости. Грант, большой любитель лошадей и быстрой езды, катался по городу на двуколке и превысил скорость. В первый раз полицейский остановил его и вынес предупреждение. Но когда глава государства не внял ему и вновь нарушил ограничение, полицейский решил его арестовать. Как позднее рассказывал сам офицер, Грант к ситуации отнесся «добродушно» и даже подвёз полицейского на своем экипаже до участка, где и был оформлен арест. Из-под стражи главу государства выпустили после внесения залога в 20 долларов. До ареста Дональда Трампа 4 апреля 2023 года в США это был единственный случай.

## Последние годы

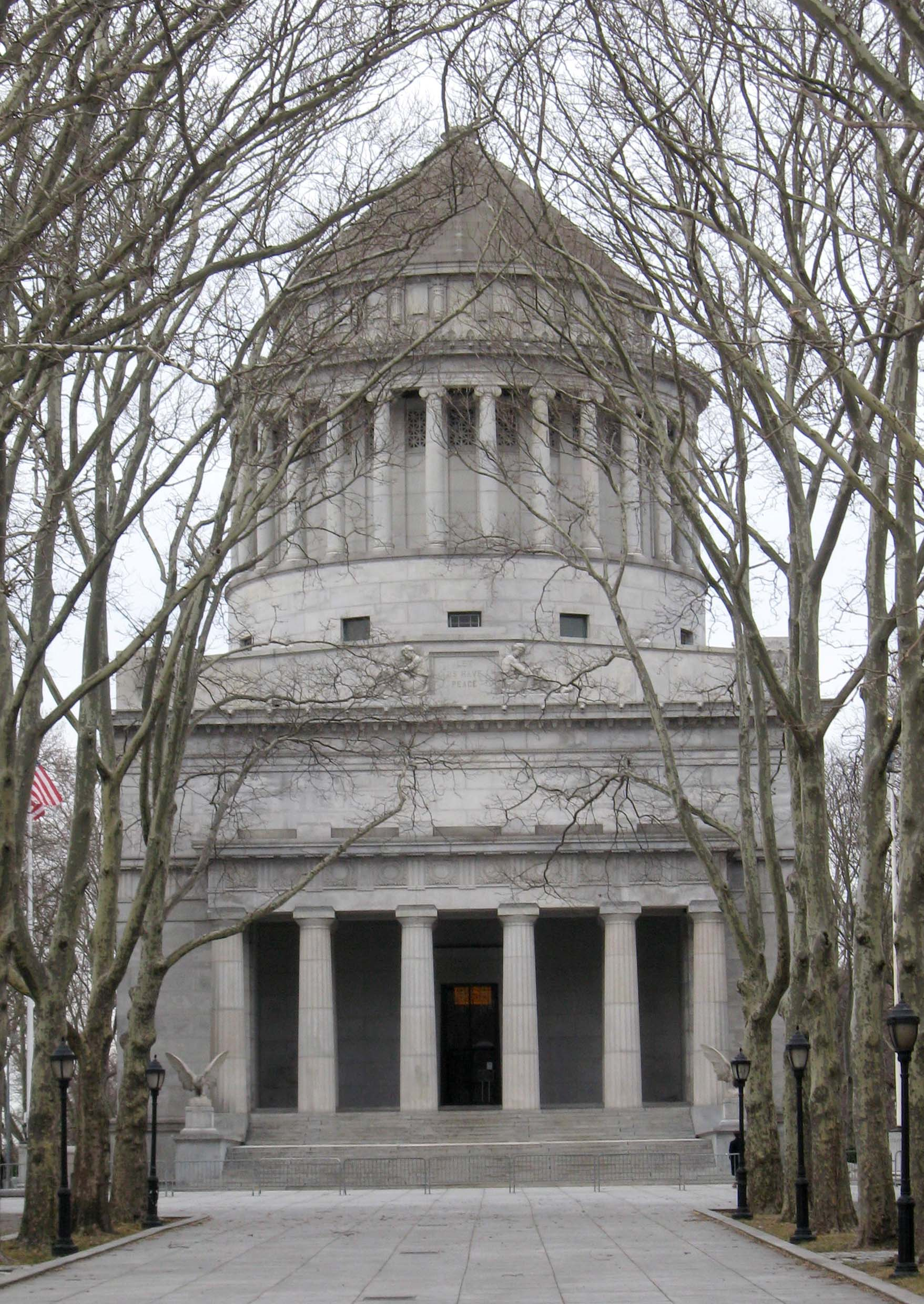
Мавзолей Гранта в Нью-Йорке

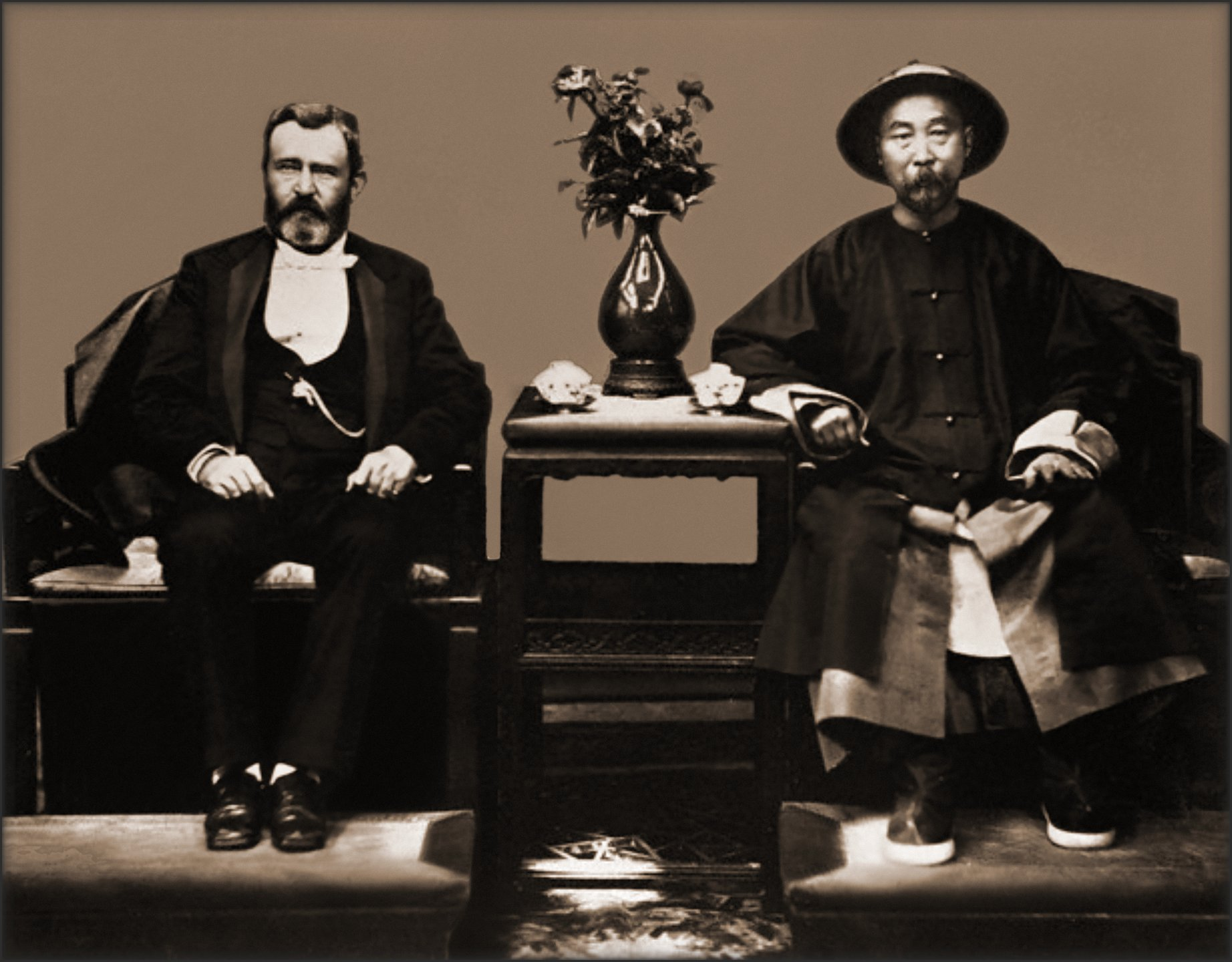
Улисс Грант с Ли Хунчжаном. Китай, 1879 год.

Возвратясь в частную жизнь, Грант совершил с женой кругосветное путешествие, по ходу которого их приняли королева Виктория, папа римский Лев XIII, Отто фон Бисмарк, Ли Хунчжан, князь Гун, император Мэйдзи. На конвенции Республиканской партии 1880 года его вновь пытались выдвинуть в президенты и он даже занял первое место в первом туре внутреннего голосования, но в итоге победил компромиссный кандидат Джеймс Гарфилд.
Позже он пробовал заниматься коммерческими предприятиями, но терпел неудачи. Во внимание к его затруднительному положению друзья и почитатели Гранта собрали фонд в 250 тыс. долларов, проценты с которого составляли главные средства для его жизни. В 1884 году образованная его сыновьями фирма, занимавшаяся широкими спекуляциями (без ведома самого Гранта), потерпела крах и привела к полному разорению Гранта. Опасаясь впасть в крайнюю бедность, Грант принялся за литературный труд и написал ряд статей в журнале Century; кроме того, он составил мемуары о своей военной деятельности, которые помог издать его приятель Марк Твен.
Грант умер 23 июля 1885 года в возрасте 63 лет в городке Маунт-Макгрегор (штат Нью-Йорк) от рака горла, вызванного многолетним курением сигар. За несколько месяцев до его смерти Конгресс во внимание к заслугам Гранта и его бедственному положению принял акт, в силу которого Гранту назначено было полное содержание в первоначальном размере, присвоенном ему как генералу.

## Память

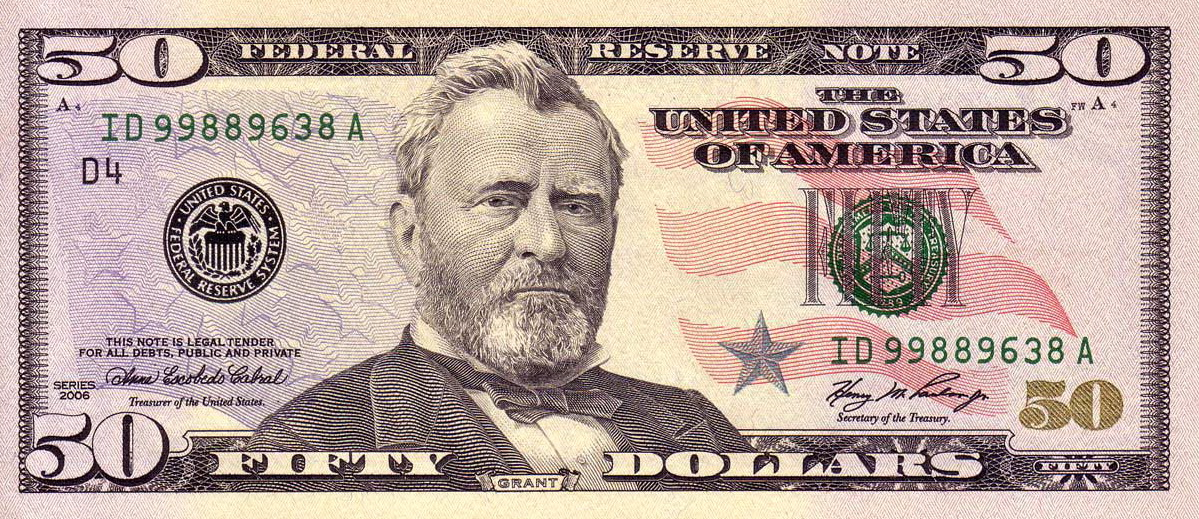
Купюра номиналом 50 долларов США 2006 года выпуска

В 1897 году в Нью-Йорке был открыт Мавзолей Гранта.
Его именем названы пять городов в Соединённых Штатах Америки. В честь Улисса Гранта назван город в штате Канзас. В его честь также названо одно из крупнейших деревьев в мире — экземпляр секвойядендрона гигантского (Sequoiadendron giganteum) «Генерал Грант».
Портрет Гранта с 1913 года изображён на банкноте в 50 долларов (в том числе на сериях 1990, 1996, 2004, 2006, 2013 года).

## В кино
- «Рождение нации» — режиссёр Дэвид Уорк Гриффит (США, 1915), в роли Гранта — Дональд Крисп.
- «Авраам Линкольн»[англ.] — режиссёр Дэвид Уорк Гриффит (США, 1930), в роли Гранта — Эдвард Элин Уоррен[англ.].
- «Юнион Пасифик» — режиссёр Сесил Блаунт де Милль (США, 1939), в роли Гранта — Джозеф Крехан.
- «Они умерли на своих постах» — режиссёр Рауль Уолш (США, 1941), в роли Гранта — Джозеф Крехан.
- «Серебряная река» — режиссёр Рауль Уолш (США, 1948), в роли Гранта — Джозеф Крехан.
- «С Земли на Луну» — режиссёр Байрон Хэскин (США, 1958), в роли Гранта — Моррис Анкрум.
- «Как был завоёван Запад» — режиссёры Джон Форд, Генри Хэтэуэй (США, 1962), в роли Гранта — Гарри Морган.
- «Легенда об одиноком рейнджере»[англ.] — режиссёр Уильям Фрейкер (США, 1981), в роли Гранта — Джейсон Робардс.
- «Синие и Серые» — мини-сериал режиссёра Эндрю В. Маклаглена (США, 1982), в роли Гранта — Рип Торн.
- «Север и Юг» — мини-сериал режиссёра Ричарда Хеффрона (США, 1982), в роли Гранта — Марк Мозес, Энтони Зербе, Рутерфорд Грэвенс.
- «Дикий, дикий Запад» — режиссёр Барри Зонненфельд (США, 1999), в роли Гранта — Кевин Клайн.
- «Схороните моё сердце у Вундед-Ни» — режиссёр Ив Симоно (США, 2007), в роли Гранта — Фред Далтон Томпсон.
- «Джона Хекс» — режиссёр Джимми Хейворд (США, 2010), в роли Гранта — Эйдан Куинн.
- «Линкольн» — режиссёр Стивен Спилберг (США, 2012), в роли Гранта — Джаред Харрис.
- «Ад на колёсах» — телесериал режиссера Дэвида фон Анкена (США, 2013—2016), в роли Гранта — Виктор Слезак[англ.].
- «Поле потерянной обуви»[англ.] — режиссёр Шон Макнамара (США, 2014), в роли Гранта — Том Скерритт.
- «Легенды завтрашнего дня» — телесериал режиссёра Грега Берланти (США, 2016), в роли Гранта — Джон Черчилль (4-я серия 2 сезона «Отвратности»).
- «Грант»[англ.] — мини-сериал режиссёра Малькольма Венвилля (США, 2020), в роли Гранта — Джастин Сэлинджер.